# Pseudocranae lorentzi
Pseudocranae lorentzi är en insektsart som beskrevs av Willemse, C. 1938. Pseudocranae lorentzi ingår i släktet Pseudocranae och familjen gräshoppor. Inga underarter finns listade i Catalogue of Life.